# Srednja šola Domžale
Srednja šola Domžale je nadaljevalka srednjih izobraževalnih ustanov, ki so se začele 30. november 1921, ko je bila ustanovljena Obrtno‐nadaljevalna šola Domžale, ki pod različnimi imeni deluje do leta 1979. Septembra 1948 je bil ustanovljen Usnjarski tehnikum Domžale, ki se leta 1956 preimenuje v Tehniško srednjo usnjarsko šolo Domžale. Poleg nje so še Inštitut za usnjarstvo, industrijski obrat, dijaški dom ter strokovna komisija za pomočniške in mojstrske izpite usnjarske stroke.
V sedemdesetih letih se šoli združita ter z ustanovljenimi ekonomskimi oddelki oblikujeta Center srednjih šol Domžale, ki ob uvedbi usmerjenega izobraževanja leta 1981 deluje na štirih lokacijah s strojno-kovinarskimi, usnjarsko-konfekcijsko-galanterijskimi in ekonomsko-trgovskimi programi. Šola ima takrat prek 1000 dijakov; na strojnem in usnjarskem programu tudi iz Bosne in Hercegovine ter Hrvaške. 
Leta 2002 se javni zavod preimenuje v Srednjo šolo Domžale z dvema organizacijskima enotama: gimnazijo ter poklicno in strokovno šolo.

###### Vir:
https://www.ssdomzale.si/zgodovina/